# Lumina
Lumina è un comune della Romania di 8 701 abitanti, ubicato nel distretto di Costanza, nella regione storica della Dobrugia.
Il comune è formato dall'unione di 3 villaggi: Lumina, Oituz, Sibioara.
Attestato fin dal 1650, il villaggio di Lumina viene indicato come entità territoriale autonoma dal 1880 come villaggio facente parte del comune di Sibioara, all'epoca chiamato Cicîrciu. Nel 1908 il comune passa interamente nell'area amministrata dal comune di Ovidiu fino al 1925, quando Lumina diviene comune autonomo. Un altro periodo in cui Lumina appartenne al comune di Ovidiu fu tra il 1968 ed il 1989, quando divenne nuovamente autonomo.
La denominazione fu inizialmente Cogealia, dal nome del capo tribù tataro Cogea-Ali; nel 1929 assunse il nome Valea Neagră, mentre il nome attuale venne adottato nel 1965.